# Theritas lisus
Theritas lisus is een vlinder uit de familie van de Lycaenidae. De wetenschappelijke naam van de soort werd als Papilio lisus in 1790 gepubliceerd door Caspar Stoll. De soort is bekend uit Suriname, Bolivia, Guatemala, Costa Rica en Panama.

## Synoniemen
- Thecla orsina Hewitson, 1877
- Thecla hisbon Godman & Salvin, 1887